# Crypsinus simplicissimus
Crypsinus simplicissimus là một loài dương xỉ trong họ Polypodiaceae. Loài này được S.B. Andrews mô tả khoa học đầu tiên.
Danh pháp khoa học của loài này chưa được làm sáng tỏ. 